# Música de Kirguistán

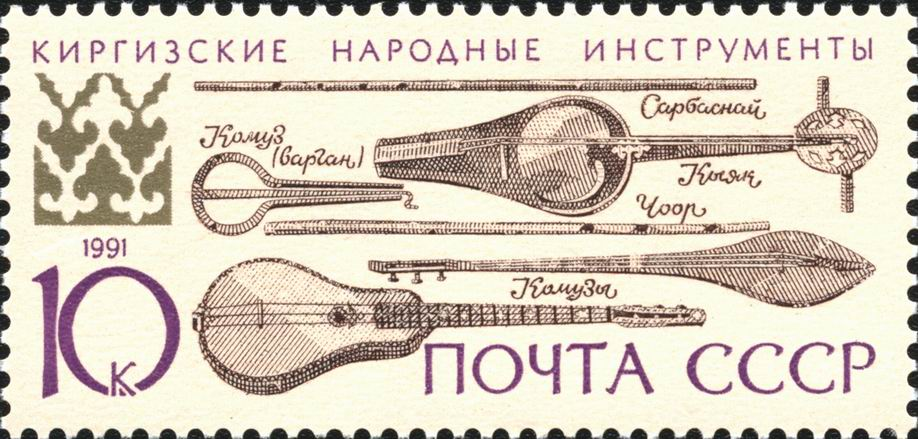
Sello soviético representando instrumentos musicales tradicionales kirguís.

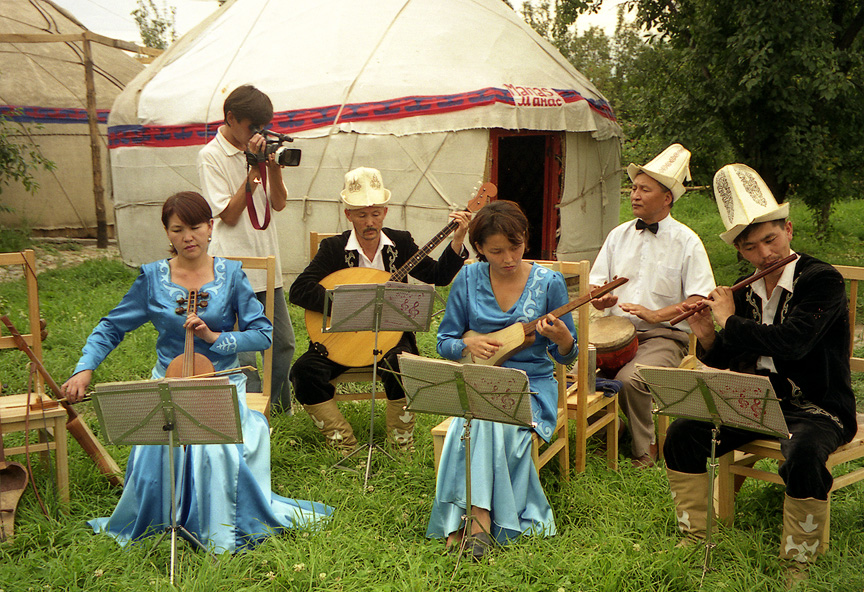
Un grupo de músicos kirguís tocando en Karakol.

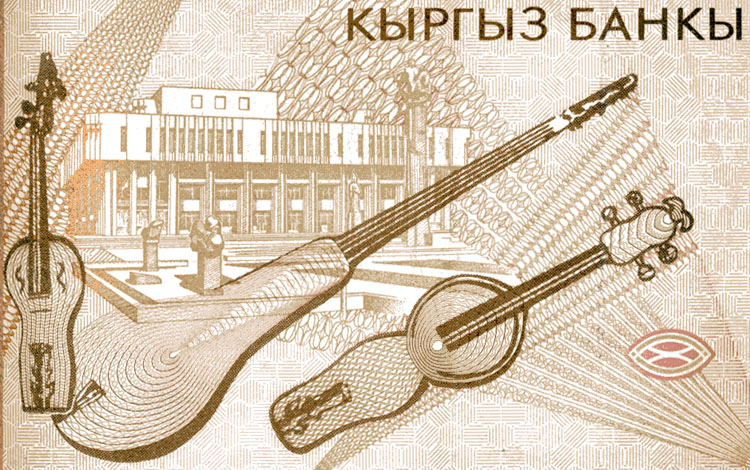
La parte de atrás de un billete de 1 som, muestra instrumentos tradicionales, incluyendo un komuz (en el centro).

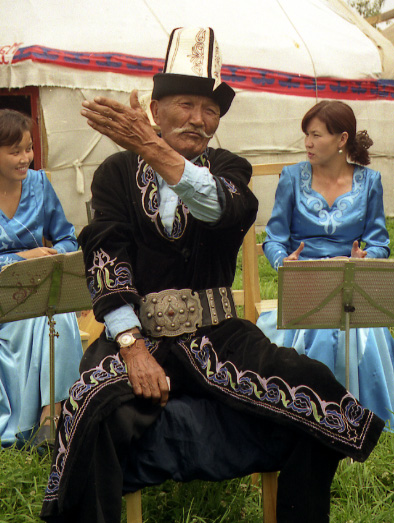
Un manaschi recitando parte del poema épico denominado Manas.

La música de Kirguistán es nómada y rural, y está relacionada estrechamente con la música tradicional turcomana y kazaja. La música tradicional kirguís se caracteriza por el uso de notas largas y sostenidas, con prominentes elementos rusos.

## Música tradicional
Los músicos ambulantes y los chamanes llamados manaschi son populares por su canto y su interpretación al komuz. Normalmente, su música es épica y heroica, usando poemas como el Manas, el más famoso de la literatura kirguís, que narra la historia patriótica de Manas y sus descendientes, que lucharon contra los chinos. Algunos recitadores de Manas modernos son muy populares, como por ejemplo Rysbek Jumabaev y Sayaqbay Karalaev.
Una variedad de música instrumental muy difundida es el kui (o küü), que cuenta narraciones que se desenvuelven alrededor de un viaje musical. La narración, que se expresa íntegramente sin palabras, se salpica con gestos exagerados para marcas las partes más importantes de la historia.

## Instrumentos
El komuz, un instrumento de punteo, es el instrumento nacional de Kirguistán. Tiene 3 cuerdas, está hecho de madera y se toca con los dedos, sin arco. Su sonido es similar al de una guitarra. Aparte del komuz, los instrumentos tradicionales kirguís incluyen el kyl kiak, un instrumento de dos cuerdas con arco que también es un importante símbolo de la identidad kirguís asociado a los caballos y el importante papel que estos desempeñan en la cultura kirguís, el sybyzgy, una flauta que se sopla por el lado, el chopo-choor y el temir ooz komuz (komuz de boca), también conocido como arpa de boca en algunos países. Los elementos chamanísticos de la cultura kirguís permanecen, incluyendo a la dobulba (un tipo de tambor, el asa-tayak (una madera decorada con campanillas y otros objetos) y el qyl-qiyak (violín vertical de dos cuerdas).

## Compositores
- Toktogul Satilganov
- Muratali Kurenkeyev

## Intérpretes
- Salamat Sadikova, una de las cantantes favoritas de Kirguistán.[3]